# Lagoa da Curlândia
A lagoa da Curlândia (em lituano:  Kuršių marios, em russo:  Kуршский залив, em alemão:  Kurisches Haff) é uma lagoa do litoral da Lituânia e do oblast de Kaliningrado (Rússia), isolada do mar Báltico pelo istmo da Curlândia. Tem 1619 km2 de área e drena uma bacia hidrográfica de mais de 100 000 km2.
A lagoa liga com o mar no extremo norte, por uma passagem situada em frente da cidade lituana de Klaipėda. A parte meridional da laguna faz parte do exclave russo de Calininegrado. O rio Nemunas desagua na lagoa. 
A lagoa terá sido formada há cerca de 9000 anos.

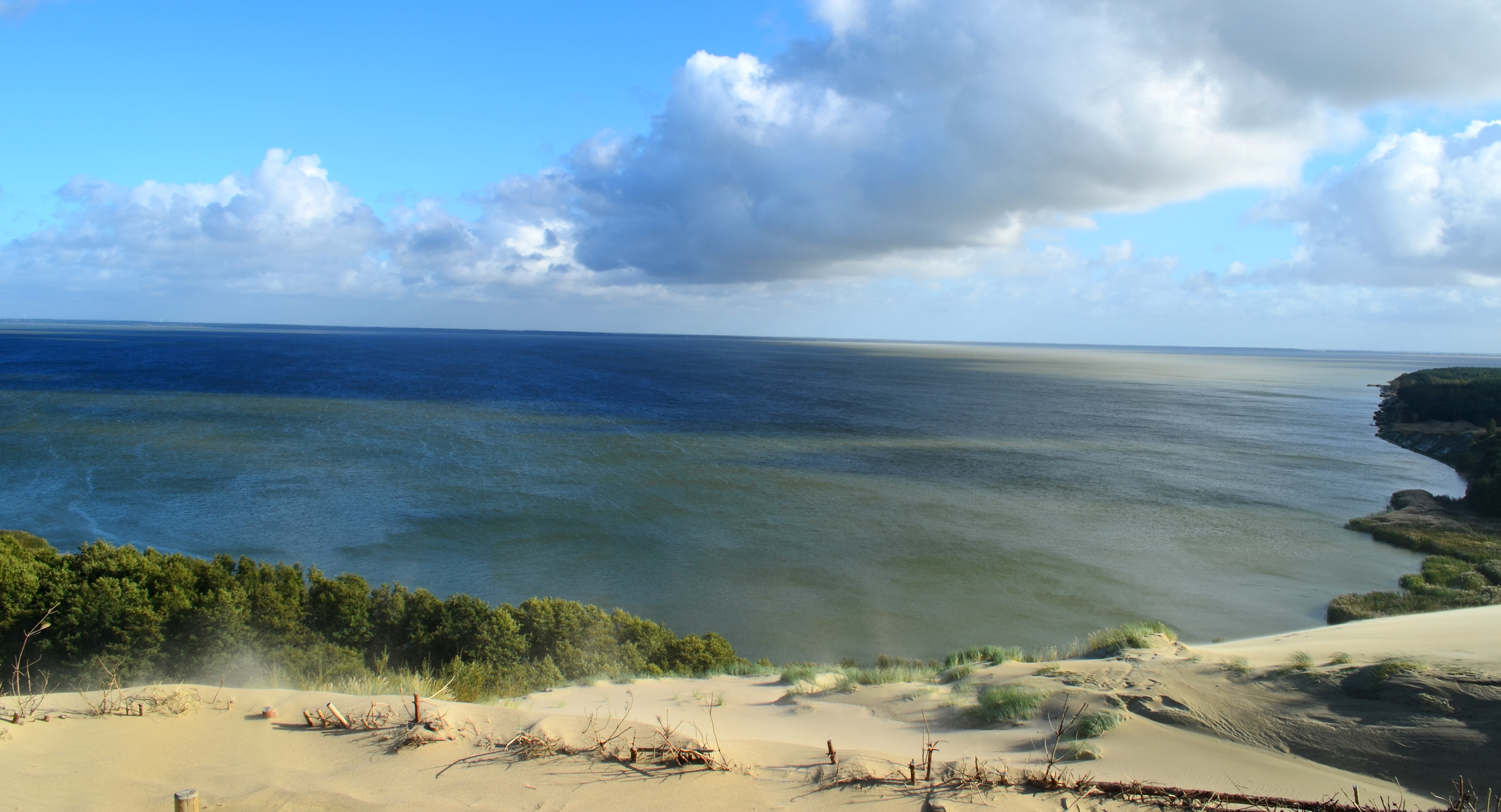
Vista da duna Agila em Neringa

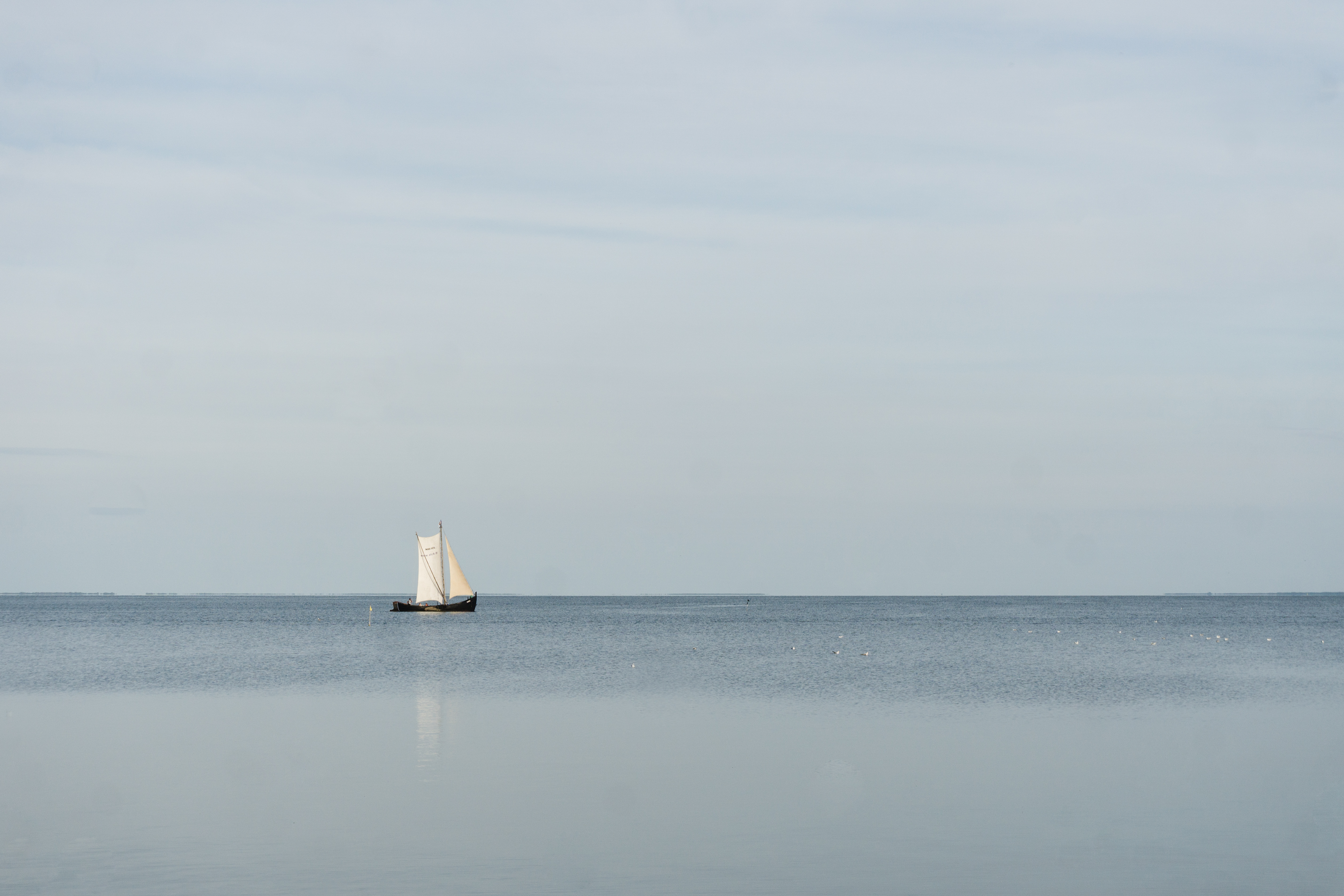
Navegação na lagoa da Curlândia